# Augustin Darthé
Augustin Alexandre Darthé (10 de outubro de 1769 - 27 de maio de 1797) foi um revolucionário francês.

## Vida

### Revolucionário
Nascido em Saint-Pol-sur-Ternoise, tornou-se administrador do departamento de Pas-de-Calais após a eclosão da Revolução Francesa e, como admirador de Maximilien Robespierre, tornou-se um agitador público.
Ele escapou da pena de morte após a Reação Termidoriana, e fez amizade com François-Noël Babeuf, sendo um dos principais contribuintes para a conspiração planejada por este contra o Diretório Francês.
A ação deveria ter refletido o Manifesto dos Iguais, escrito por Sylvain Maréchal, visando tomar o poder pela violência e forçar uma sociedade igualitária, questionando o fato de que eleições democráticas podem ser confiáveis para melhorar a sociedade.

### Prisão e julgamento
Em 10 de maio de 1796 Babeuf foi preso com muitos de seus associados, entre os quais Darthé. O julgamento comum foi marcado para o recém-constituído Supremo Tribunal de Justiça de Vendôme.
Em 10 e 11 de Frutidor (27 e 28 de agosto de 1796), quando os prisioneiros foram removidos de Paris, houve tentativas de um motim e resgate planejado, mas estes foram facilmente suprimidos. A tentativa de quinhentos ou seiscentos jacobinos (7 de setembro) de despertar os soldados em Grenelle não teve melhor sucesso.
O julgamento, iniciado em Vendôme em 20 de fevereiro de 1797, durou dois meses. Em 7 Prairial (26 de maio) Babeuf e Darthé foram condenados à morte e guilhotinados em Vendôme no dia seguinte (8 Prairial).